# Sinovenator
Sinovenator (що означає «китайський мисливець») — рід динозаврів троодонтид з Китаю. Він належить до раннього крейдяного періоду.

## Відкриття та найменування
Два зразки троодонтида були описані у 2002 році. Обидва вони зберігаються в Інституті палеонтології та палеоантропології хребетних під номерами зразків IVPP V 12615 та IVPP V 12583. Сюй Сін, Марк Норелл та їхні колеги були авторами дослідження, що описує їх, виявивши, що зразки представляють новий таксон, для якого було обрано біномінальний Sinovenator changii. Родова назва походить від латинського слова Sinae, що означає Китай, і Venator, що означає «мисливець». Міманн Чанг вшанований назвою виду за свій внесок у вивчення фауни Джехол. Типовим зразком або голотипом Sinovenator changii є IVPP 12615, частковий череп і розчленований скелет. Додатковий зразок був науково описаний в оригінальній публікації та визначений як паратип виду: неповний, але зчленований посткраніальний скелет під номером IVPP 12583. Було використано третій екземпляр: IVPP V14322, фрагмент скелета. Усі три знаходяться в колекції IVPP у Пекіні, Китай. Однак скам'янілості Sinovenator, здається, є поширеними в пластах Луцзятунь. У 2006 році в дослідженні Jehol Biota Сюй і Норелл повідомили, що відомі сотні неописаних зразків. У 2014 році було описано зап'ястя одного екземпляра, IVPP V14009, доросла особина. У 2018 році до таксона було віднесено PMOL-AD00102, що складається з частини черепа, нижньої щелепи та шести шийних хребців.

## Опис
Сіновенатор — троодонт, група невеликих, схожих на птахів, грацильних манірапторів. Усі троодонтиди мають багато унікальних особливостей черепа, таких як тісно розташовані зуби на нижній щелепі та велика кількість зубів. Троодонтиди мають серпоподібні кігті та руки хижаків, а також одні з найвищих непташиних коефіцієнтів енцефалізації, що означає, що вони були розвиненими в поведінці та мали гострі чуття. Голотипна особина Sinovenator була розміром приблизно з курку, менше метра в довжину. У 2010 році Грегорі С. Пол оцінив вагу особини в один метр у 2,5 кілограма.

## Галерея

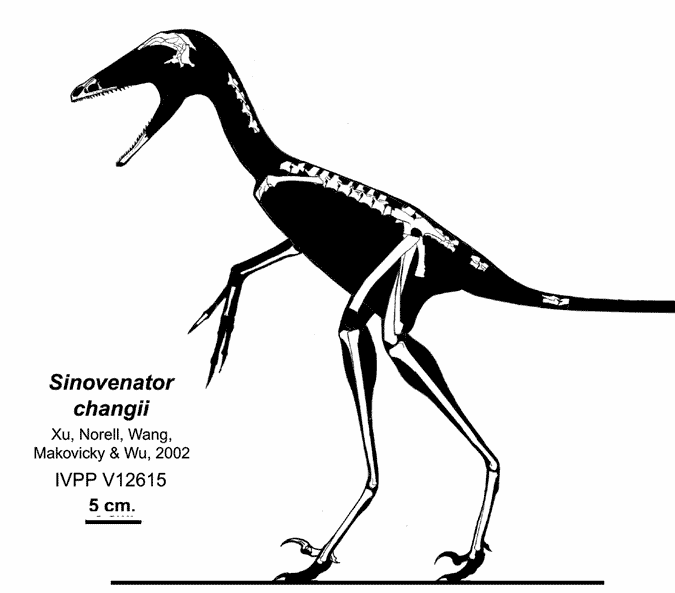
скелет
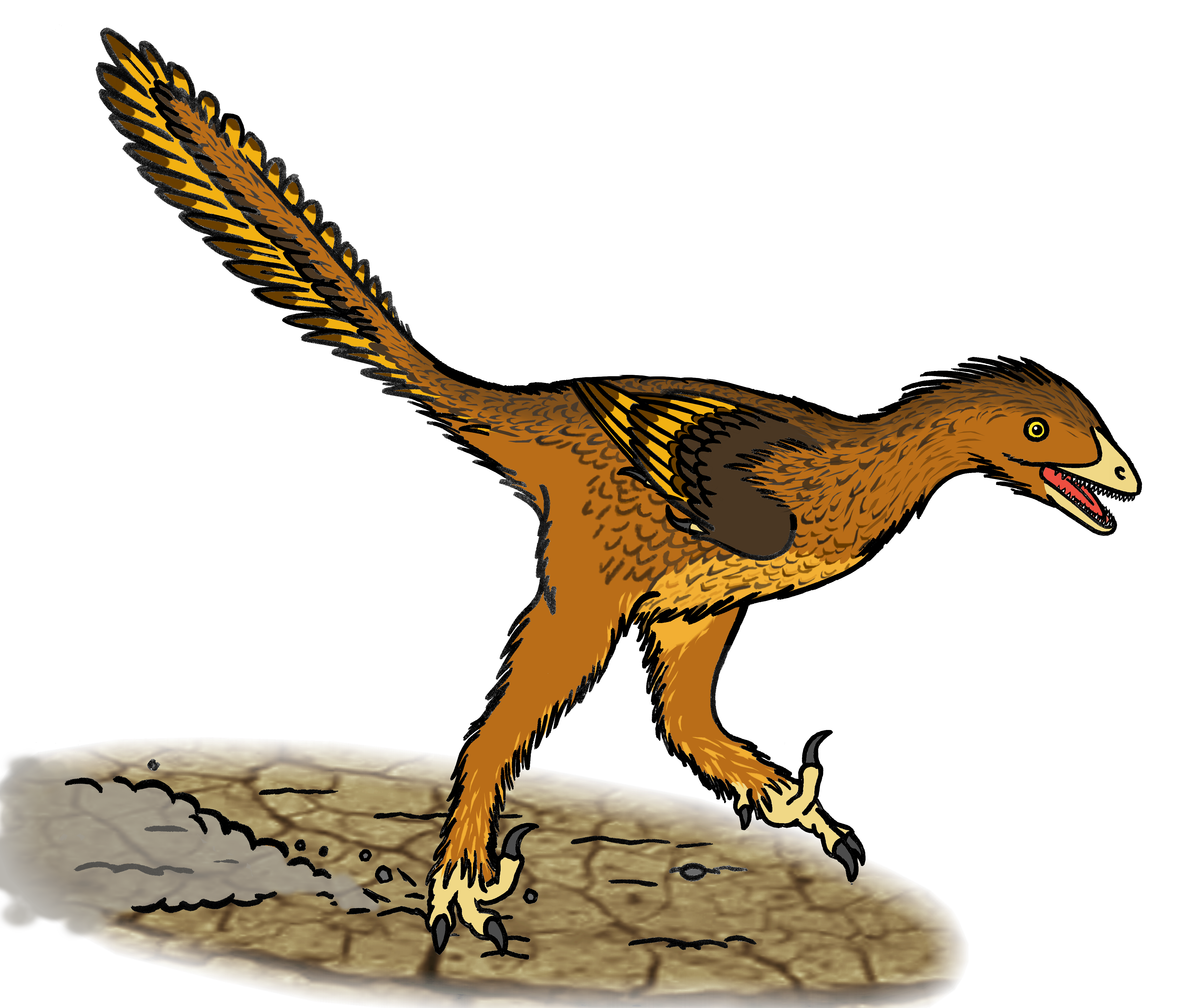
художня реконструкція
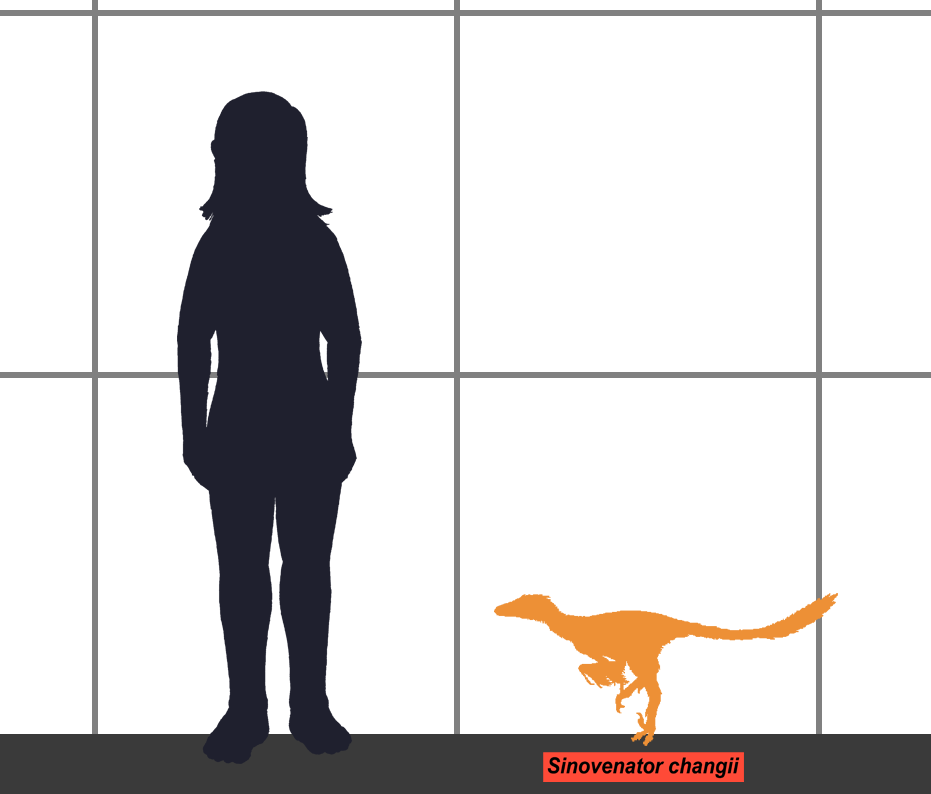
розмір